# Polyipnus triphanos
Polyipnus triphanos es un pez que pertenece a la familia Sternoptychidae. Habita en las aguas del Océano Indo-Pacífico a una profundidad que va desde los 322 a 966 metros.
Esta especie fue reconocida por primera vez en 1938 por Schultz.